# 波特蘭島 (紐西蘭)
波特蘭島，毛利语称为瓦伊卡瓦（Waikawa），是紐西蘭一個小島，位於北島东部瑪希亞半島（Mahia Peninsula）南端離岸。該島面积约300英亩，以牧羊為業。
该岛1769年为詹姆斯·库克船长发现并命名。1878年，岛上的灯塔建成并投入使用。守塔人共有三户，他们在岛上开垦菜园，并饲养奶牛和羊，以自给自足。1984年灯塔撤销后，全岛成为毛利人的牧场。